# DJ Pavo
DJ Pavo, artistnamn för Paul van der Vooren, född 20 maj 1971 i Haarlem, är en nederländsk DJ och musikproducent. Han började producera housemusik 1992. Under 2000-talet har han övergått till hardcore techno och hardstyle. Han samarbetar ofta med bland andra The Prophet och DJ Zany. Han har spelat på musikevenemang som Qontrol, Masters of Hardcore, Defqon.1, Multigroove och Thunderdome.